# PDF Association
La PDF Association promueve la adopción y el uso de normas internacionales relacionadas con la tecnología PDF, brindando asistencia a empresas de gestión de contenido empresarial (ECM), sistemas de gestión documental (DMS) y usuarios avanzados de PDF en la implementación de esta tecnología a nivel organizacional. Para ayudar a las empresas a aprovechar al máximo la tecnología PDF, la PDF Association proporciona información y recursos sobre los diversos estándares internacionales disponibles para PDF.

## Misión
La misión de la PDF Association es promover la implementación de documentos electrónicos basados en estándares abiertos utilizando la tecnología PDF mediante la educación, la experiencia y el conocimiento compartido para todas las partes interesadas a nivel mundial.

## Historia
Fundada en 2006 como una iniciativa de la Asociación para los Estándares de Documentos Digitales (ADDS), la organización inicialmente se conocía como el PDF/A Competence Center (PDFACC). Su objetivo principal era fomentar la concienciación y la adopción de la tecnología PDF/A de acuerdo con los estándares.
En 2011, el PDFACC amplió su alcance para abarcar toda la tecnología PDF y pasó a llamarse PDF Association. Actualmente, cuenta con miembros en más de 20 países.La PDF Association cuenta con capítulos en Australia, Benelux, Francia, Alemania, Italia, América del Norte, Escandinavia, España, Suiza y el Reino Unido, entre otros.